# Themeda villosa
Themeda villosa là một loài thực vật có hoa trong họ Hòa thảo. Loài này được (Poir.) A.Camus miêu tả khoa học đầu tiên năm 1922.